# Pasarela del Tío Farina
La pasarela del Tío Farina es un puente peatonal ubicado en la ciudad de Alicante, España. Esta pasarela conecta el tradicional barrio de Casco Antiguo-Santa Cruz con el centro de la ciudad, a través de la avenida de Jaime II. Inaugurada por el alcalde Luis Barcala en marzo de 2023, la pasarela lleva el nombre de Andrés Mas Llorca (1920-1998), conocido como Tío Farina, en reconocimiento a su trabajo y dedicación en beneficio del barrio y sus vecinos.
La construcción de la pasarela fue impulsada por el Patronato de la Vivienda y contó con el apoyo de la Concejalía de Estadística. El proyecto fue respaldado por 900 firmas. Además de honrar la memoria del Tío Farina, la pasarela mejora el acceso a las viviendas del barrio a las personas con problemas de movilidad.